# Ițenkiv, Icinea
Ițenkiv (în ucraineană Іценків) este un sat în comuna Șciurivka din raionul Icinea, regiunea Cernihiv, Ucraina.

## Demografie
Componența lingvistică a localității Ițenkiv
     Ucraineană (97,3%)
Conform recensământului din 2001, majoritatea populației localității Ițenkiv era vorbitoare de ucraineană (97,3%), existând în minoritate și vorbitori de alte limbi.